# Mike Capuano
Michael Everett "Mike" Capuano, född 9 januari 1952 i Somerville, Massachusetts, är en amerikansk demokratisk politiker. Han representerade delstaten Massachusetts åttonde distrikt i USA:s representanthus från 1999 till 2019.
Capuano gick i skola i Somerville High School i Somerville. Han avlade 1973 grundexamen vid Dartmouth College och 1977 juristexamen vid Boston College. Han arbetade sedan som advokat i Massachusetts. Han var borgmästare i Somerville 1990–1998.
Kongressledamoten Joseph Patrick Kennedy II kandiderade inte till omval i kongressvalet 1998. Capuano vann valet och efterträdde Kennedy i representanthuset i januari 1999.
Under 2018, besegrades han av Ayanna Pressley i ett demokratiskt primärval.
Capuano är katolik av italiensk härkomst. Han och hustrun Barbara har två barn.